# Propaan-1,3-diol
Propaan-1,3-diol, vroeger ook propyleenglycol genoemd, is een diol, een organische verbinding gekenmerkt door de aanwezigheid van twee hydroxylgroepen. Het komt bij kamertemperatuur als een vloeistof voor, die reukloos, hygroscopisch en viskeus is. Het kan goed in andere vloeistoffen oplossen, zoals in water, aceton en chloroform.
Propaan-1,2-diol heeft dezelfde molecuulformule en verschilt in de structuurformule alleen van propaan-1,3-diol in de plaats waar de hydroxylgroepen hun binding met de alkylgroep hebben.

## Synthese
Propaan-1,3-diol kan op verschillende manieren worden bereid:
1. In twee stappen uitgaande van etheenoxide - Etheenoxide wordt eerst via hydroformylering met behulp van syngas, een gasmengsel van  koolstofmonoxide en waterstof, en een katalysator met daarin kobalt of rodium, omgezet in 3-hydroxypropionaldehyde. Na de hydroformylering wordt 3-hydroxypropionaldehyde in een hydrogeneringsstap met waterstof omgezet in propaan-1,3-diol omgezet.
2. In twee stappen uitgaande van acroleïne - Acroleïne wordt eerst in een hydrogeneringsstap met water in 3-hydroxypropionaldehyde omgezet. De tweede stap is hetzelfde als in het eerste proces.
3. Met de Prins-reactie van etheen met formaldehyde en met verdund zwavelzuur als katalysator.[2]

Propaan-1,3-diol kan ook langs biologische weg worden geproduceerd. Glycerol kan door fermentatie met behulp van bepaalde bacteriën in 1,3-propaandiol worden omgezet. DuPont heeft recombinante micro-organismen, meer bepaald van Escherichia coli, ontwikkeld die propaandiol rechtstreeks uit glucose, uit suiker, kunnen produceren. Deze methode vergt minder energie dan de voorgaande en kan met gerecycleerde grondstoffen werken. DuPont gebruikt de naam BioPDO voor dit product.

## Toepassingen
Propaan-1,3-diol wordt gebruikt als een monomeer voor de productie van polymeren, onder meer poly(trimethyleentereftalaat), die bij de productie van textiel en tapijten worden gebruikt. Het wordt ook als koelmiddel gebruikt, vooral indien het koelmiddel een lage geleidbaarheid moet hebben en goed tegen corrosie bestand moet zijn.
Het kan in de organische synthese als oplosmiddel worden gebruikt of om cyclische verbindingen mee te maken.